# Zaviralec vitamina K
Zaviralci (antagonisti) vitamina K so antikoagulantne učinkovine, ki so kemijsko derivati 4-hidroksikumarina in  ki z zaviranjem encima vitamin K-2,3-epoksid-reduktaze preprečijo nastanek aktivne oblike vitamina K, potrebne za sintezo aktivnih oblik nekaterih koagulacijskih faktorjev (trombin ter faktorji VII, IX in X).

## Predstavniki
Med zaviralce vitamina K spadajo naslednje učinkovine:
- dikumarol
- fenindion
- varfarin
- fenprokumon
- acenokumarol
- etilbiskumacetat
- klorindion
- difenadion
- tioklomarol
- fluindion

V zdravljenju najpogosteje uporabljeni zaviralec vitamina K je varfarin.

## Mehanizem delovanja
Vitamin K je potreben za nastanek naslednjih koagulacijskih faktorjev: II, VII, IX in X in zaviralcev koagulcije proteina C in proteina S. To so glikoproteini z γ-karboksiglutaminsko kislino, pripeto na konec peptidne verige. Za nastanek γ-karboksiglutaminske kisline potrebuje karboksilaza vitamin K kot kofaktor, ki se iz reducirane oblike spremeni v epoksid. Zaviralci vitamina K tekmujejo za vezavo na epoksidno reduktazo vitamina K, kar privede do pomanjkanja reducirane oblike vitamina K in tako omejuje karboksilacijo gama od vitamina K odvisnih beljakovin.

## Pomanjkljivosti
Glavne pomanjkljivosti zaviralcev vitamina K so počasen nastop učinka, ozko terapevtsko okno, nepredvidljiv antikoagulantni učinek ter številna interakcije z zdravili in hrano. Za zagotavljanje zadostne antikoagulacijske oz. antitrombotične učinkovitosti in zmanjšanje možnosti zapletov (predvsem trombemboličnih dogodkov ali krvavitev), je med zdravljenjem potreben reden laboratorijski nadzor s protrombinskim časom ter ustrezno prilaganje odmerkov.